# От Диј
От Диј (фр. Hautes-Duyes) насеље је и општина у Француској у региону Прованса-Алпи-Азурна обала, у департману Горњопровансалски Алпи која припада префектури Дињ ле Бен.
По подацима из 2011. године у општини је живело 38 становника, а густина насељености је износила 1,66 становника/km². Општина се простире на површини од 22,84 km². Налази се на средњој надморској висини од 800 метара (максималној 1.872 m, а минималној 776 m).

## Демографија
| 1962. | 1968. | 1975. | 1982. | 1990. | 1999. | 2011. |
| ----- | ----- | ----- | ----- | ----- | ----- | ----- |
| 46    | 48    | 38    | 33    | 29    | 27    | 38    |

График промене броја становника у току последњих година